# Tupouto'a
Tupouto'a es el título otorgado al príncipe heredero de la monarquía de Tonga. Este título ha sido utilizado por varias generaciones de la familia real, comenzando con la instauración de la Casa Real de Tupou en el siglo XIX. Es un título de gran relevancia dentro del sistema nobiliario de Tonga y se concede al varón destinado a suceder al monarca en el trono. Este título recibe el nombre del padre de Jorge Tupou I, Tupouto'a, quien ostentó el título de XVII Tu'i Kanokupolu entre 1812 y 1820.

## Historia del título
El título de Tupouto'a se originó en la dinastía Tupou, establecida formalmente por el rey Jorge Tupou I en 1845, cuando unificó las islas de Tonga y se declaró rey. Desde entonces, el título ha sido transmitido a los herederos varones de la familia real. Ha sido símbolo de continuidad dinástica, otorgado al príncipe heredero que será el próximo monarca de Tonga.
La reina Carlota Tupou III creó el título en 1924, con una porción de tierra en Ha'apai , para el ex primer ministro Sione Tupou Mateialona , nieto del rey Jorge Tupou I. Mateialona murió tres años después sin dejar herederos, y el título volvió a la corona. No se volvió a utilizar hasta la década de 1930, cuando la reina confirió el título al entonces príncipe heredero Tāufa'āhau . Desde entonces se ha convertido en costumbre que el heredero al trono de Tonga ostente el título.
En 2006, 'Ulukalala Lavaka Ata, hijo del rey Taufa'ahau Tupou IV asumió el título de Tupouto'a, renunciando a sus títulos nobiliarios previos para convertirse en el heredero oficial al trono de Tonga. Posteriormente, accedió al trono como el rey Tupou VI en 2012 tras la muerte de su hermano, el rey Jorge Tupou V.

### Relevancia en la monarquía tongana
El título Tupouto'a representa más que un simple nombramiento dentro de la familia real; es un símbolo de la estabilidad y continuidad del sistema monárquico en Tonga. Los herederos al trono que han llevado este título han tenido un papel prominente en la preservación de la monarquía constitucional de Tonga y en el desarrollo de la nación insular.
Al igual que con todos los títulos de la nobleza de Tonga, el titular es responsable del bienestar de los plebeyos que residen en tierras asociadas con el título. También son elegibles para votar junto con otros nobles durante las elecciones legislativas y para ser elegidos para la Asamblea Legislativa de Tonga como representante de la nobleza.
El actual Tupouto'a es Jorge Constantino, hijo del rey Tupou VI, quien asumió el título en 2012 tras la ascensión de su padre al trono.

## Otros títulos relacionados
En la monarquía tongana existen otros títulos relacionados con el título de Tupouto'a o príncipe heredero, que son los de  'Ulukalala y Ata.